# Trouble du spectre de l'autisme
Pour les articles homonymes, voir TSA et ASD.
 Mise en garde médicale
Un trouble du spectre de l'autisme (anciennement trouble du spectre autistique) ou TSA (en anglais : autism spectrum disorder ou ASD) est un diagnostic de l'autisme depuis 2013, dans la 5e édition du Manuel diagnostique et statistique de l'Association américaine de psychiatrie (DSM-5), où il fait partie des troubles du neurodéveloppement. Les éditions antérieures du DSM, et la 10e édition de la Classification internationale des maladies de l'Organisation mondiale de la santé (CIM-10), utilisent la dénomination troubles envahissants du développement (ou TED). L'expression « trouble du spectre de l'autisme » témoigne d'une façon différente d'envisager l'autisme. Ses critères diagnostiques ont été modifiés. Il n y a pas de traitement car ce n'est pas une maladie.

## Apparition de la notion
C'est en 2013 qu'apparaît la notion de spectre (spectrum) dans la nosographie officielle internationale, lors de la cinquième version du manuel américain Diagnostic and Statistical Manual (DSM), le DSM-5, qui concerne à la fois l’autisme et la schizophrénie, même si ce dernier point est « bien souvent et curieusement omis », précisent Jérémie Sinzelle et Yann Craus. Sur l'autisme, il s'agit de « l'aboutissement d’une présence du spectre, longue et progressivement croissante, dans les revues internationales ». Le spectre de l’autisme a commencé en effet d'apparaître timidement dans les articles médicaux des années 1990, pour prendre véritablement sa place dans les années 2000, tandis que « son occurrence explose durant les années 2010, derniers temps de gestation du DSM-5 ».
La notion de spectre relève de « débats internes de la psychiatrie aux États-Unis depuis le début des années 1970 » : des  discussions ont alors lieu, qui mettent en cause « différentes théories de la maladie mentale », ce qui amènera en 1980  à envisager d'une nouvelle manière, « avec la fameuse parution de la troisième version du manuel des troubles mentaux, le DSM-III qui se veut “a-théorique” ». Sinzelle et Craus soulignent encore que « c’est au sujet de la schizophrénie, maladie mentale qui attire le plus l’attention à cette époque, qu’est questionnée, sur les plans théorique et pratique, la notion de spectre ». Le recours à la notion de spectre tient à « l’hypothèse d’un soubassement génétique » pour des pathologies qui s’y apparenteraient. 
Pour ces auteurs, la notion de spectre jetterait un pont entre psychiatrie de l’enfant et de l’adolescent d’un côté, et de l’autre psychiatrie de l’adulte. De la sorte, le qualificatif « infantile » aurait même disparu « pour laisser place à l’autisme tout court ».  On assisterait à des effets contrastés du spectre : tandis que d’un certain côté, il est « important de savoir si l’on est autiste ou pas », d’un autre côté, « la généralisation entraîne une forme de banalisation ». Quantitativement, une « gradation de l’autisme » signifierait qu'on est « plus ou moins autiste ».
Sinzelle et Craus observent une simultanéité frappante de « l’introduction du spectre pour l’autisme et la schizophrénie dans la classification américaine ». Ces deux entités sont liées : mais alors que « la schizophrénie infantile est devenue un diagnostic extrêmement rare, [...] l’autisme s’est considérablement étendu grâce au spectre autistique ».

### Signes cliniques: la dyade autistique
La description du trouble du spectre de l'autisme est fournie par la Classification internationale des maladies (CIM), et le Manuel diagnostique et statistique des troubles mentaux (DSM). Le DSM 5 associe deux critères, l'un social et l'autre comportemental. Ces deux critères se substituent à la notion de triade autistique qui fait néanmoins toujours office de définition de référence (dans la CIM 10), sans contradiction car elle ne fait que distinguer communication et interaction dans le volet social.
Cette triade mise en évidence cliniquement est la suivante :
- troubles qualitatifs de la communication verbale et non verbale ;
- altérations qualitatives des interactions sociales ;
- comportements présentant des activités et des centres d'intérêt restreints, stéréotypés et répétitifs.

« Ces anomalies qualitatives constituent une caractéristique envahissante du fonctionnement du sujet, en toutes situations,,. »

## Critères diagnostiques
D'après le DSM-5, le diagnostic est posé à partir de la présence de deux groupes de symptômes (A, B, C, D et E). La sévérité est spécifiée sur la base des déficits dans ces deux catégories.

### Social
A – Des déficits persistants dans la communication sociale et les interactions sociales dans de multiples contextes : déficits de la réciprocité socio-émotionnelle, allant, par exemple, de l'approche sociale anormale et l'incapacité d'échanger dans une conversation ; au partage réduit d'intérêts, d'émotions, ou d'affect ; à l'échec d'engager ou de répondre à des interactions sociales. Déficits dans les comportements de communication non verbaux utilisés pour l'interaction sociale, allant, par exemple, de la communication verbale et non verbale mal intégrée ; à des anomalies dans le contact visuel et le langage du corps ou des déficits dans la compréhension et l'utilisation de gestes ; à un manque total d'expressions faciales et de communication non verbale. Déficits dans le développement, le maintien et la compréhension des relations, allant, par exemple, de difficultés à adapter le comportement en fonction de divers contextes sociaux à des difficultés à partager les jeux imaginatifs ou à se faire des amis ; à l'absence d'intérêt pour les pairs.

### Stéréotypies
B – Des modes restreints et répétitifs de comportements, d'intérêts ou d'activités : mouvements moteurs, utilisation d'objets ou parole stéréotypés ou répétitifs (par exemple, stéréotypies motrices simples, aligner des jouets ou retourner des objets, écholalie, palilalie, phrases idiosyncrasiques (hors contexte)). Insistance sur l'adhésion inflexible à des habitudes ou modes ritualisés de comportement verbaux ou non verbaux (par exemple, détresse extrême en cas de petits changements, difficultés avec les transitions, modes de pensée rigide, rituels de salutation, besoin de prendre le même itinéraire ou de manger la même nourriture tous les jours). Intérêts très restreints et circonscrits qui sont anormaux dans leur intensité ou leur orientation (par exemple, un fort attachement à des objets inhabituels, des intérêts excessivement circonscrits ou poursuivis avec une persévération excessive). Hypo- ou hyperréactivité à des stimuli sensoriels ou niveau d'intérêt inhabituel pour les aspects sensoriels de l'environnement (par exemple, indifférence apparente à la douleur/température, réaction négative à des sons ou des textures spécifiques, sentir ou toucher excessivement des objets, fascination visuelle pour des lumières ou mouvements).

### Développementaux
C – Les symptômes doivent être présents dans la période de développement précoce (mais peuvent ne devenir pleinement manifestes qu'après que les exigences sociales dépassent les capacités limitées, ou peuvent être masqués par des stratégies apprises plus tard dans la vie).

### Perturbateurs
D – Les symptômes causent une altération cliniquement significative du fonctionnement actuel dans les domaines sociaux, scolaires ou professionnels, ou d'autres domaines importants.

### Spécifique
E – Ces perturbations ne sont pas mieux expliquées par la déficience intellectuelle (trouble de développement intellectuel) ou un retard global de développement. La déficience intellectuelle et le trouble du spectre de l'autisme surviennent fréquemment ensemble ; pour poser les deux diagnostics de trouble du spectre de l'autisme et de déficience intellectuelle, la communication sociale devrait être inférieure à celle prévue pour le niveau de développement général.

## Notion de spectre de troubles
Les troubles envahissants du développement regroupaient cinq troubles différents (troubles autistiques, syndrome de Rett, syndrome d'Asperger, trouble désintégratif de l'enfance, trouble envahissant du développement non spécifié). Dans le DSM-5 :
- le syndrome de Rett est exclu du TSA ;
- les TSA regroupent ce qu'on appelait auparavant autisme infantile précoce, autisme de Kanner, autisme de haut niveau, autisme atypique, trouble envahissant du développement non spécifié, trouble désintégratif de l'enfance et syndrome d'Asperger[6].

La notion de troubles du spectre de l'autisme, introduite en 1988, permet d'inclure les autres troubles représentatifs de ces critères sans pour autant les confondre avec l'autisme infantile. On peut par exemple lire en 2008 dans le cadre de la neuropsychiatrie :

« Il est devenu usuel de réunir sous l'étiquette générale de « troubles du spectre de l'autisme » l'autisme typique, dit « de Kanner », les autismes « de haut niveau » et le syndrome d'Asperger. »

La notion de spectre de l'autisme permet de mieux reconnaître la diversité des troubles et des comportements des personnes autistes et la possibilité qu'elles ont d'évoluer sur le spectre.

## Terminologie
En langue anglaise, la langue de la plupart des échanges scientifiques internationaux, on emploie fréquemment le terme autism, dans l'expression autism spectrum disorder, et non, comme les locuteurs francophones pourraient le penser, autistic spectrum disorders (pourtant le terme initialement introduit dans l'usage par Doris Allen). C'est un phénomène reconnu en stylistique comparée du français et de l'anglais, notamment dans le langage scientifique.
Le fait qu'un auteur spécialisé comme Lorna Wing préfère pourtant autistic spectrum disorders confirme cette tendance de l'anglais en situation réelle de communication. Juxtaposer autism et spectrum, plutôt que les lier comme dans autistic spectrum, le premier mot qualifiant le second, amène les locuteurs anglophones à faire plus souvent que les francophones l'ellipse de spectrum et disorders, pour employer autism dans un sens sous-entendu comme large, comme l'indiquent les recherches sur l'« autisme », qui débordent largement la recherche sur l'autisme infantile, sens restreint (et contesté) du mot autisme.[Interprétation personnelle ?]

## Prise en charge
En France, la Stratégie nationale pour l’autisme 2018-2022 encourage l'inclusion, et ce à tous les âges de la vie.

## Impact du diagnostic sur l'entourage
Dans le processus d’un diagnostic du trouble du spectre de l'autisme, les parents sont affectés par cette situation de plusieurs manières. Selon une étude portant sur l'impact du diagnostic par les pères, avant l’annonce du diagnostic de leur enfant, les pères ont peu de connaissances sur le trouble du spectre de l’autisme. Celles qu’ils ont portent généralement sur les anomalies du langage ou de l’audition, sur les interactions sociales difficiles, des retards de développement et des intérêts particuliers. 
Lors de l’annonce du diagnostic, les sentiments des pères sont très variés. À la suite de cette situation, peu d’entre eux sont soutenus par leur famille : ils reçoivent plutôt du soutien de la part de leurs amis et leurs collègues de travail.
La transition vers les services est difficile à cause d’un manque d’accessibilité, mais les pères sont habituellement satisfaits des services reçus. Ces services ont des effets positifs pour l’enfant sur le langage, la communication, la motricité, les comportements et l’autonomie. Par contre, les pères ont des difficultés concernant la gestion du temps et de l’investissement de temps demandé par les services.
Selon une étude portant sur l'intégration scolaire par les mères, les mères croient que l’intégration en classe d’un enfant avec un trouble du spectre de l’autisme est influencée par les caractéristiques du personnel scolaire parce qu’il est important d’avoir les connaissances, attitudes et compétences pour répondre à leurs besoins. Les services et l’environnement scolaire ont aussi une influence sur l’intégration de l’enfant, et d’après les mères, il est nécessaire qu’il ait un accès rapide aux services de soutien spécialisé ainsi qu’un environnement adapté à ses besoins uniques.
L’implication des mères dans l’intégration scolaire d’un enfant avec un trouble du spectre de l’autisme est importante parce qu’il est facile pour une personne qui a de profondes connaissances sur ce trouble d’indiquer ce qui est favorable dans le développement de la personne en question. De plus, lorsqu’il s’agit d’une personne proche tel qu’un parent qui possède ces connaissances, il est encore plus facile de bien cibler les besoins de l’enfant et d’adapter l’environnement de celui-ci pour son développement[réf. nécessaire].